# Cazaux-Fréchet-Anéran-Camors
Cazaux-Fréchet-Anéran-Camors è un comune francese di 55 abitanti situato nel dipartimento degli Alti Pirenei nella regione dell'Occitania.

## Società

### Evoluzione demografica
Abitanti censiti